# Yahoo! 360°
Yahoo! 360° era una red social creada por Yahoo! que entró en funcionamiento el 29 de marzo de 2005. Era similar a Orkut y a MySpace, y en su tiempo de funcionamiento todavía permanecía en fase beta. Yahoo! 360° integraba características de un blog y álbum de fotos de Flickr.
Yahoo! 360° se encontraba únicamente en inglés, francés y alemán, pese a un creciente número de usuarios en Latinoamérica. 
Esta red social cerró el 13 de julio de 2009, después de 4 años de funcionamiento.

## Características
- Diversos temas de diseño.
- Blogs (con soporte para RSS).
- Listas de intereses, películas preferidas, libros, frases, etcétera.
- Soporte para mostrar RSS externos.
- Fotos, anteriormente utilizaba Yahoo! Fotos, pero después de su desaparición solo admitieron Flickr.
- Grupos de los usuarios que compartían intereses similares.
- Los comentarios rápidos: los mensajes cortos en las páginas de los usuarios, similar a un libro de visitas.
- Integración con otros servicios de Yahoo!